# دهستان کرگاه شرقی
کرگاه شرقی، دهستانی است از توابع بخش مرکزی شهرستان خرم‌آباد در استان لرستان ایران.مردم این دهستان از ایل دیرکوند هستند.

## جمعیت
براساس سرشماری سال ۱۳۸۵ جمعیت آن ۱۱٬۲۹۴ نفر (۲٬۲۱۷ خانوار) بوده است. این دهستان محل زندگی طوایف شوراوی، یاقوند و کرفوند از ایل دیرکوند است.